# 埃特納斯普林斯 (加利福尼亞州)
埃特納斯普林斯（英語：Aetna Springs）是位於美國加利福尼亞州納帕縣的一個非建制地區。該地的面積和人口皆未知。

## 地理
埃特納斯普林斯的座標為38°39′13″N 122°28′58″W / 38.65361°N 122.48278°W，而該地的平均海拔高度為235米（即771英尺）。